# رافليسيا رائعة
الرافليسيا الرائعة (باللاتينية: Rafflesia mira) نوع نباتي يتبع جنس الرافليسيا من الفصيلة الرافليسية.
الموطن الأصلي لهذا النوع هو الغابات المطيرة في جزيرة مندناو في جنوب الفلبين.

## الوصف النباتي
نباتات هذا الجنس ليس لها سوق أو أوراق أو جذور، بل النبات عبارة عن زهرة فقط لها خمس بتلات.